# تاریخچه سیستماتیک گیاهی

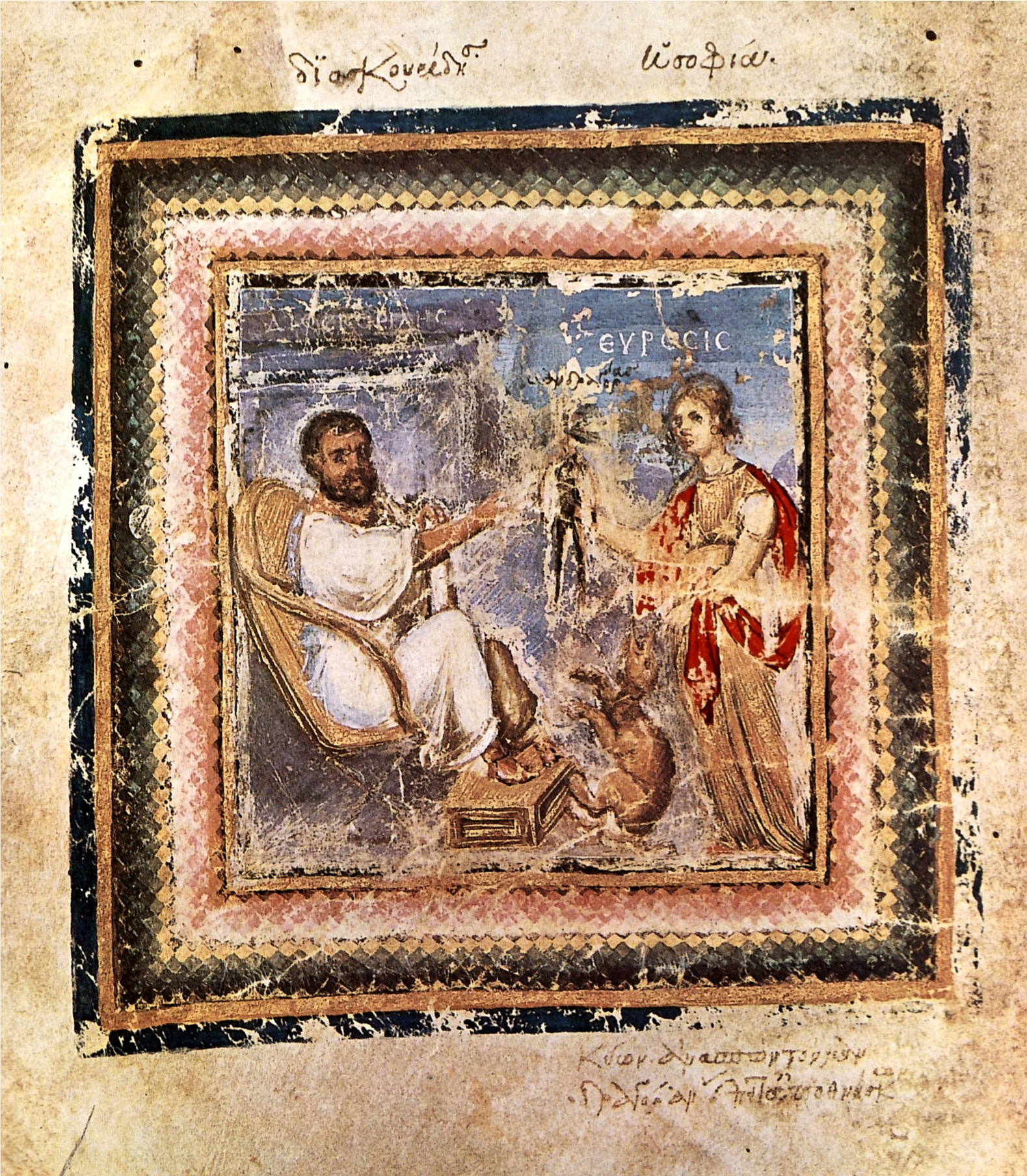
نسخه خطی دیوسکوریدس وین از د ماتریا مدیکا، وابسته به آغاز سدهٔ ششم، یکی از قدیمی‌ترین گیاهان موجود است. دیوسکوریدس این کتاب را بین سال‌های ۵۰ تا ۶۰ پس از میلاد نوشته است.

تاریخ سیستماتیک گیاهی (به انگلیسی: Plant systematics)- رده‌بندی زیست‌شناختی گیاهان - از کار یونان باستان تا زیست‌شناسان فرگشتی نوین امتداد دارد. به عنوان یک رشته علمی، سیستماتیک گیاهی به آرامی به وجود آمد، افسانه‌های اولیه گیاهان معمولاً به عنوان بخشی از مطالعه پزشکی در نظر گرفته می‌شد. بعدها، طبقه‌بندی و توصیف بر اساس تاریخ طبیعی و الهیات طبیعی انجام شد. تا زمان ظهور نظریه تکامل، تقریباً همهٔ طبقه‌بندی‌ها بر اساس مقیاس طبیعی بود. حرفه‌ای شدن گیاه‌شناسی در سدهٔ ۱۸ و ۱۹ تغییری به سوی روش‌های طبقه‌بندی جامع‌تر، در نهایت بر اساس روابط تکاملی را نشان داد.